# Zoltán Pokorni

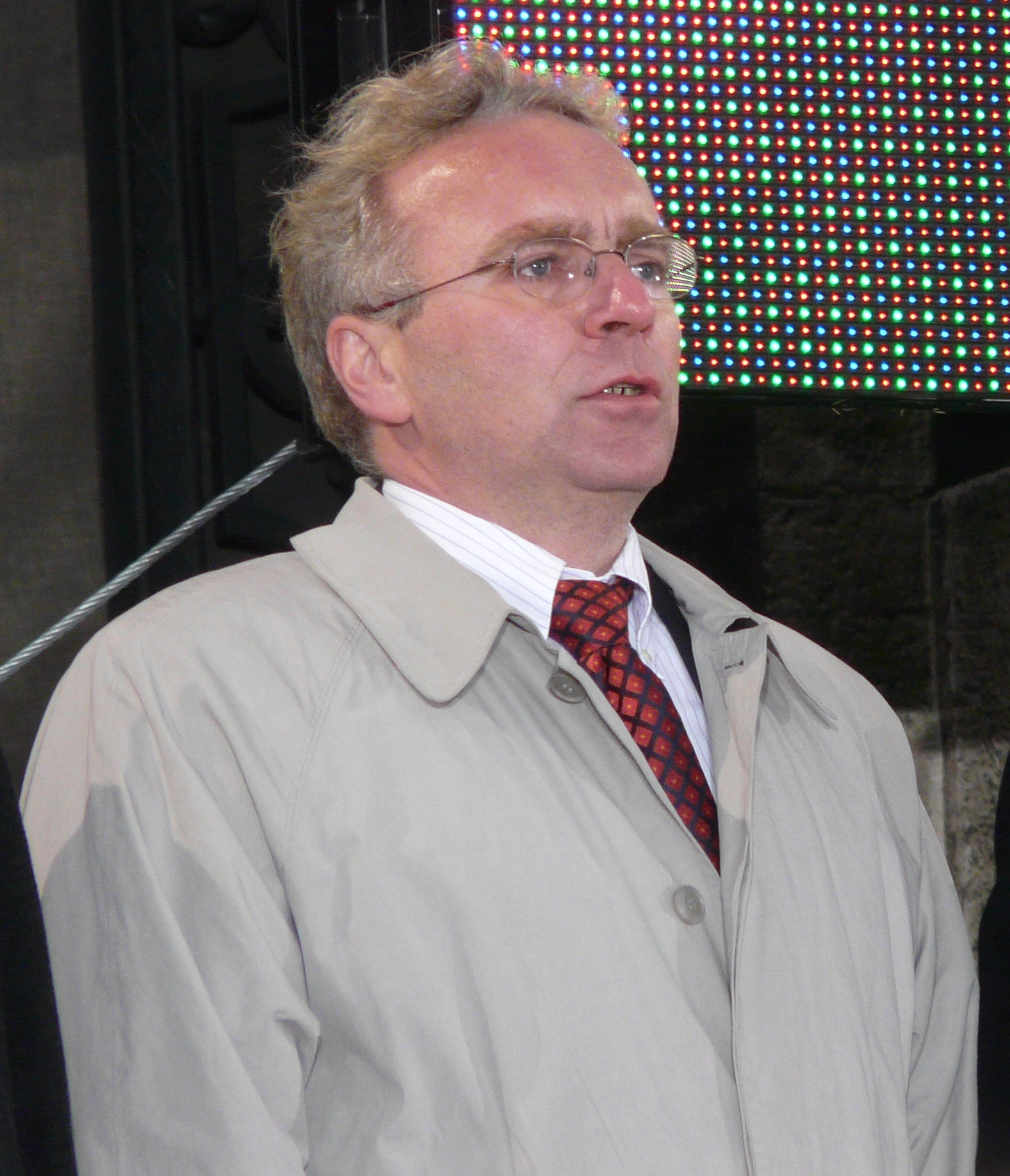
Zoltán Pokorni

Zoltán Pokorni [ˈzoltaːn ˈpokorni] (* 10. Januar 1962 in Budapest) ist ein bürgerlicher Politiker der ungarischen Partei Fidesz – Ungarischer Bürgerbund und Mittelschullehrer in Ungarn.

## Berufliche Laufbahn als Pädagoge
Er absolvierte sein Studium der ungarischen Sprache/Literatur und Geschichte an der Loránd-Eötvös-Universität im Jahre 1987. Er wurde daraufhin Lehrer in einem Budapester Gymnasium.
1988 gründete er den Verein Junger Pädagogen und dann die Demokratische Gewerkschaft Junger Pädagogen, die er bis 1993 leitete. Er nahm aktiv an den Verhandlungen des Nationalen Runden Tisches teil, und gleichzeitig war er als Chefredakteur des Blattes der Gewerkschaft Ráció tätig.  Nachdem er der Partei Fidesz beigetreten war, dankte er von seinen anderen Funktionen ab.

## Politische Laufbahn

### Zwischen 1994 und 1998
1994 wurde er Parlamentsabgeordneter, deswegen gab er seine Stelle als Lehrer auf. Zwischen 1994 und 1998 leitete er die Bildungs-, Wissenschafts-, Jugend- und Sportkommission. Zwischen 1994 und 1997 war er stellvertretender Fraktionsvorsitzender der Fidesz, zwischen 1997 und 1998 Fraktionschef.

### Tätigkeit während der Orbán-Regierung
Während der Regierungszeit von Viktor Orbán zwischen 1998 und 2001 war er Bildungsminister. Er vollbrachte eine Integration von Universitäten, schaffte die Studiengebühren ab, und führte ein Bankkreditsystem zur Finanzierung der Studien ein.
2001 wurde er nach László Kövér Parteivorsitzender, deswegen dankte er als Minister ab.
Zwischen 2001 und 2002 war er stellvertretender Klubobmann.
2002, nach der Wahlniederlage, behielt er seine Funktion als Parteivorsitzender und wurde Vorsitzender der Parlamentsfraktion. Außerdem wurde er stellvertretender Leiter der Parlamentskommission für Unterricht und Wissenschaft.

### Rücktritt und Rückkehr
Im Juli 2002 erfuhr er, dass sein Vater in der früheren Volksrepublik Ungarn im Auftrag des vom Innenministerium geführten Amt für Nationale Sicherheit Beschattungen durchgeführt hatte, und deswegen beschloss er, von seinen Funktionen zurückzutreten. Er wurde wieder stellvertretender Fraktionsvorsitzender. Er zog sich für ein Jahr zurück, im Mai 2003 wurde er stellvertretender Vorsitzender der neu organisierten Fidesz.

## Familienstand
Er ist mit einer Psychologin verheiratet und hat vier Söhne.